# Czwarty rząd Silvia Berlusconiego

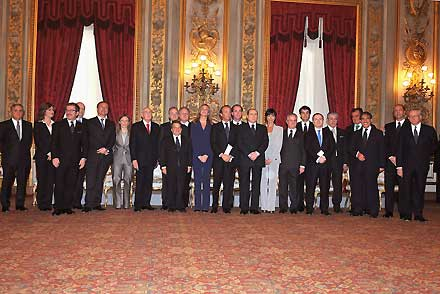
Zaprzysiężenie rządu u prezydenta Giorgia Napolitano

Czwarty rząd Silvia Berlusconiego – rząd Republiki Włoskiej funkcjonujący od 8 maja 2008 do 16 listopada 2011.
Gabinet został ukonstytuowany po zwycięstwie centroprawicowego bloku składającego się z federacyjnego Ludu Wolności (PdL), Ligi Północnej (LN) i Ruchu dla Autonomii (MpA) w przedterminowych wyborach parlamentarnych w 2008 do Izby Deputowanych i Senatu XVI kadencji.
W skład rządu (poza premierem) weszło w dacie powstania 12 ministrów resortowych i 9 ministrów bez teki. 17 z ministrów rekomendował Lud Wolności, w tym 12 Forza Italia (FI), 4 Sojusz Narodowy (AN) i 1 Chrześcijańska Demokracja dla Autonomii (DCA), a pozostałych 4 Liga Północna.
12 listopada 2011 w związku z kryzysem gospodarczym premier Silvio Berlusconi podał się do dymisji. Jego rząd funkcjonował do 16 listopada 2011, kiedy to zaprzysiężony został nowy gabinet, na czele którego stanął Mario Monti.

## Skład rządu
| funkcja                                           | minister                   | partia | okres urzędowania   | okres urzędowania |
| funkcja                                           | minister                   | partia | od                  | do                |
| ------------------------------------------------- | -------------------------- | ------ | ------------------- | ----------------- |
| premier                                           | Silvio Berlusconi          | PdL    | 8 maja 2008         | 16 listopada 2011 |
| minister spraw zagranicznych                      | Franco Frattini            | PdL    | 8 maja 2008         | 16 listopada 2011 |
| minister spraw wewnętrznych                       | Roberto Maroni             | LN     | 8 maja 2008         | 16 listopada 2011 |
| minister gospodarki i finansów                    | Giulio Tremonti            | PdL    | 8 maja 2008         | 16 listopada 2011 |
| minister obrony                                   | Ignazio La Russa           | PdL    | 8 maja 2008         | 16 listopada 2011 |
| minister sprawiedliwości                          | Angelino Alfano            | PdL    | 8 maja 2008         | 27 lipca 2011     |
| minister sprawiedliwości                          | Nitto Francesco Palma      | PdL    | 28 lipca 2011       | 16 listopada 2011 |
| minister rozwoju gospodarczego                    | Claudio Scajola            | PdL    | 8 maja 2008         | 4 maja 2010       |
| minister rozwoju gospodarczego                    | Paolo Romani               | PdL    | 4 października 2010 | 16 listopada 2011 |
| minister polityki rolnej, żywnościowej i leśnej   | Luca Zaia                  | LN     | 8 maja 2008         | 16 kwietnia 2010  |
| minister polityki rolnej, żywnościowej i leśnej   | Giancarlo Galan            | PdL    | 16 kwietnia 2010    | 23 marca 2011     |
| minister polityki rolnej, żywnościowej i leśnej   | Francesco Saverio Romano   | PID    | 23 marca 2011       | 16 listopada 2011 |
| minister środowiska                               | Stefania Prestigiacomo     | PdL    | 8 maja 2008         | 16 listopada 2011 |
| minister infrastruktury i transportu              | Altero Matteoli            | PdL    | 8 maja 2008         | 16 listopada 2011 |
| minister kultury                                  | Sandro Bondi               | PdL    | 8 maja 2008         | 23 marca 2011     |
| minister kultury                                  | Giancarlo Galan            | PdL    | 23 marca 2011       | 16 listopada 2011 |
| minister edukacji, nauki i szkolnictwa wyższego   | Mariastella Gelmini        | PdL    | 8 maja 2008         | 16 listopada 2011 |
| minister pracy i polityki społecznej              | Maurizio Sacconi           | PdL    | 8 maja 2008         | 16 listopada 2011 |
| minister zdrowia                                  | Ferruccio Fazio            | PdL    | 15 grudnia 2009     | 16 listopada 2011 |
| minister ds. stosunków europejskich               | Andrea Ronchi              | PdL    | 8 maja 2008         | 17 listopada 2010 |
| minister ds. stosunków europejskich               | Anna Maria Bernini         | PdL    | 28 lipca 2011       | 16 listopada 2011 |
| minister ds. reform federalnych                   | Umberto Bossi              | LN     | 8 maja 2008         | 16 listopada 2011 |
| minister ds. kontaktów z parlamentem              | Elio Vito                  | PdL    | 8 maja 2008         | 16 listopada 2011 |
| minister ds. administracji publicznej i innowacji | Renato Brunetta            | PdL    | 8 maja 2008         | 16 listopada 2011 |
| minister ds. uproszczenia przepisów prawa         | Roberto Calderoli          | LN     | 8 maja 2008         | 16 listopada 2011 |
| minister ds. regionalnych                         | Raffaele Fitto             | PdL    | 8 maja 2008         | 16 listopada 2011 |
| minister ds. aktywowania programu rządowego       | Gianfranco Rotondi         | PdL    | 8 maja 2008         | 16 listopada 2011 |
| minister ds. równouprawnienia                     | Mara Carfagna              | PdL    | 8 maja 2008         | 16 listopada 2011 |
| minister ds. młodzieży                            | Giorgia Meloni             | PdL    | 8 maja 2008         | 16 listopada 2011 |
| minister ds. turystyki                            | Michela Vittoria Brambilla | PdL    | 8 maja 2009         | 16 listopada 2011 |
| minister ds. subsydiarności i decentralizacji     | Aldo Brancher              | PdL    | 18 czerwca 2010     | 5 lipca 2010      |

## Wiceministrowie i podsekretarze stanu
Urząd rady ministrów
- podsekretarz stanu: Gianni Letta (sekretarz rady ministrów)
- podsekretarze stanu: Paolo Bonaiuti, Gianfranco Micciché, Carlo Giovanardi, Aldo Brancher (do 18 czerwca 2010), Daniela Santanché (od 4 marca 2010), Andrea Augello (od 4 marca 2010), Laura Ravetto (od 4 marca 2010), Rocco Crimi, Maurizio Balocchi (do 14 lutego 2010), Francesco Belsito (od 22 lutego 2010), Guido Bertolaso (od 21 maja 2008 do 11 listopada 2010)

Ministerstwo Spraw Zagranicznych
- podsekretarze stanu: Stefania Craxi, Alfredo Mantica, Vincenzo Scotti

Ministerstwo Spraw Wewnętrznych
- podsekretarze stanu: Michelino Davico, Alfredo Mantovano, Sonia Viale (od 5 maja 2011), Guido Viceconte (od 17 października 2011), Nitto Francesco Palma (od 27 lipca 2011)

Ministerstwo Gospodarki i Finansów
- wiceministrowie: Giuseppe Vegas (od 21 maja 2009 do 15 grudnia 2010)
- podsekretarze stanu: Alberto Giorgetti, Luigi Casero, Bruno Cesario (od 5 maja 2011), Antonio Gentile (od 5 maja 2011), Giuseppe Vegas (do 21 maja 2009), Daniele Molgora (do 20 maja 2010), Nicola Cosentino (do 15 lipca 2010), Sonia Viale (od 20 maja 2010 do 5 maja 2011)

Ministerstwo Obrony
- podsekretarze stanu: Giuseppe Cossiga, Guido Crosetto

Ministerstwo Sprawiedliwości
- podsekretarze stanu: Maria Elisabetta Alberti Casellati, Giacomo Caliendo

Ministerstwo Rozwoju Gospodarczego
- wiceministrowie: Catia Polidori (od 14 października 2011), Adolfo Urso (od 30 czerwca 2009 do 17 listopada 2010), Paolo Romani (od 30 czerwca 2009 do 4 października 2010)
- podsekretarze stanu: Stefano Saglia (od 30 kwietnia 2009), Paolo Romani (do 30 czerwca 2009), Adolfo Urso (do 30 czerwca 2009), Ugo Martinat (do 28 marca 2009), Daniela Melchiorre (od 5 maja 2011 do 14 czerwca 2011), Catia Polidori (od 5 maja 2011 do 24 października 2011)

Ministerstwo Rolnictwa
- podsekretarze stanu: Roberto Rosso (od 5 maja 2011), Antonio Buonfiglio (do 17 listopada 2010)

Ministerstwo Środowiska
- podsekretarze stanu: Giampiero Catone (od 5 maja 2011), Roberto Menia (do 17 listopada 2010), Elio Vittorio Belcastro (od 29 lipca 2011)

Ministerstwo Infrastruktury i Transporti
- wiceministrowie: Roberto Castelli (od 21 maja 2009), Aurelio Salvatore Misiti (od 24 października 2011)
- podsekretarze stanu: Bartolomeo Giachino, Mario Mantovani, Giuseppe Maria Reina (do 17 listopada 2010), Roberto Castelli (do 21 maja 2009), Aurelio Salvatore Misiti (od 5 maja 2011 do 24 października 2011)

Ministerstwo Kultury
- podsekretarze stanu: Francesco Maria Giro, Riccardo Villari (od 5 maja 2011)

Ministerstwo Edukacji, Nauki i Szkolnictwa Wyższego
- podsekretarze stanu: Giuseppe Pizza, Giuseppe Galati (od 17 października 2011), Guido Viceconte (od 4 marca 2010 do 17 października 2011)

Ministerstwo Pracy i Polityki Społecznej
- wiceministrowie: Ferruccio Fazio (od 21 maja 2009 do 14 grudnia 2009)
- podsekretarze stanu: Nello Musumeci (od 18 kwietnia 2011), Luca Bellotti (od 5 maja 2011), Pasquale Viespoli (do 8 października 2010), Francesca Martini (do 3 lutego 2010), Eugenia Roccella (do 3 lutego 2010), Ferruccio Fazio (do 21 maja 2009)

Ministerstwo Zdrowia
- podsekretarze stanu: Francesca Martini (od 4 lutego 2010), Eugenia Roccella (od 4 lutego 2010)